# Borssele (eiland)

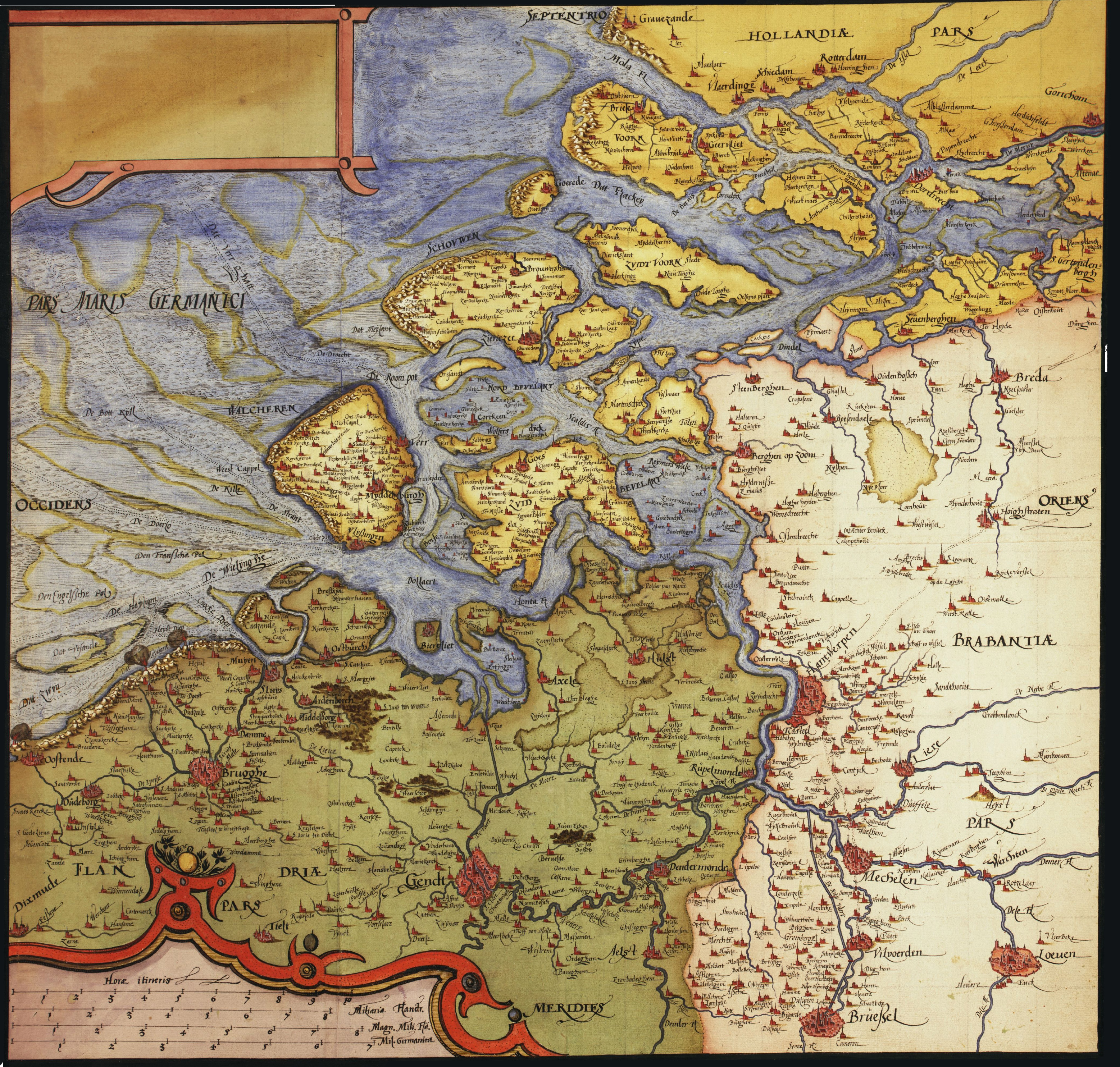
Kaart van Christiaan Sgroten uit 1573 met daarop tussen Walcheren en Zuid-Beveland de verdronken dorpen van West-Borssele en ten oosten daarvan de dorpen van Oost-Borssele.

Borssele was in de middeleeuwen een eiland gelegen in Zeeland. Een restant vormt nu het zuidwestelijk deel van Zuid-Beveland, de overige delen zijn in de 16e eeuw verzwolgen door de Westerschelde.

## Geografie
Borssele was verdeeld in de eilanden West-Borssele, Oost-Borssele en ook het gebied ten noorden daarvan, rond Baarland en Bakendorp, viel oorspronkelijk onder Borssele.
Op West-Borssele lagen de kerkdorpen Monster, Oostkerke, Sint-Catharina, Tewijk, Wolfertsdorp en  Westkerke.
Op Oost-Borssele bevonden zich de kerkdorpen Ellewoutsdijk, Coudorpe en Everinge(n).
Bij de Sint-Felixvloed van 1530 en de Allerheiligenvloed van 1532 verdween het eiland West-Borssele en delen van Oost-Borssele.
In 1616 werd het land weer herwonnen en ontstond nabij het vroegere Monster het huidige dorp Borssele.

## Etymologie
De naam van het eiland en van de naar het eiland genoemde gemeente Borsele komt voor onder de namen Brumsale (976), Brumsela (1003, 1040), Brinsila (1148, 1192); Brunisila (1161), Borsala en Bersalia (1197). In de late middeleeuwen werd de naam veranderd van het toen gebruikelijke Bersala naar spelwijzen met een 'o' met een enkele of dubbele 's' en 'l' en soms een 'n' aan het einde; Bors(s)el(l)e(n).
De betekenis van het voorvoegsel 'bor-' is onbekend en verschillende schrijvers kwamen dan ook tot verschillende betekenissen. Zo zou het verwijzen naar het 'land van Bor', 'het brommen van de zee' (Brumisela), 'brem' of 'braam'. Tegenwoordig wordt aangenomen dat het waarschijnlijker is dat het verwijst naar een stroom of kreek.
Het achtervoegsel '-sale' of '-sele' stond in het Frankisch voor een 'zaal', 'groot huis' of 'woning' of een open vlakte in het bos, waarbij de betekenis verwijst naar een 'afgebakende (open) ruimte'. In het geval van Borssele een 'afgebakend' eiland.